# Episodi di Velvet Collection (prima stagione)
La prima stagione della serie televisiva spagnola Velvet Collection, composta da 10 episodi da 50 minuti ciascuna, è stata trasmessa dalla rete televisiva spagnola 0 dal 21 settembre al 26 novembre 2017.
In Italia la stagione è andata in onda dal 3 luglio al 3 agosto 2018 su Rai 1 con un doppio episodio, mentre dal 4 luglio 2018 è stata distribuita interamente e gratuitamente in streaming sul portale di RaiPlay in anteprima esclusiva.
| nº | Titolo originale          | Prima TV Spagna   | Titolo italiano                   | Titolo italiano                   | Prima TV Italia | Pubblicazione Italia |
| nº | Titolo originale          | Prima TV Spagna   | Rai 1                             | RaiPlay                           | Prima TV Italia | Pubblicazione Italia |
| -- | ------------------------- | ----------------- | --------------------------------- | --------------------------------- | --------------- | -------------------- |
| 1  | Nuevos horizontes         | 21 settembre 2017 | Barcellona                        | Barcellona                        | 3 luglio 2018   | 4 luglio 2018        |
| 2  | Mucho más que un recuerdo | 1º ottobre 2017   | Barcellona                        | Il pezzo mancante                 | 3 luglio 2018   | 4 luglio 2018        |
| 3  | La emperatriz             | 8 ottobre 2017    | L'imperatrice                     | L'imperatrice                     | 13 luglio 2018  | 4 luglio 2018        |
| 4  | Cambio de rumbo           | 15 ottobre 2017   | L'imperatrice                     | L'accordo                         | 13 luglio 2018  | 4 luglio 2018        |
| 5  | Una nueva oportunidad     | 22 ottobre 2017   | Una nuova opportunità             | Una nuova opportunità             | 20 luglio 2018  | 4 luglio 2018        |
| 6  | Escándalo                 | 29 ottobre 2017   | Una nuova opportunità             | Gelosia                           | 20 luglio 2018  | 4 luglio 2018        |
| 7  | Ahora o nunca             | 5 novembre 2017   | Un passo alla volta               | Un passo alla volta               | 27 luglio 2018  | 4 luglio 2018        |
| 8  | Brigitte Bardot           | 12 novembre 2017  | Un passo alla volta               | Tra due donne                     | 27 luglio 2018  | 4 luglio 2018        |
| 9  | París, Je t'aime          | 19 novembre 2017  | Il vestito nuovo dell'imperatrice | Il vestito nuovo dell'imperatrice | 3 agosto 2018   | 4 luglio 2018        |
| 10 | El último adiós           | 26 novembre 2017  | Il vestito nuovo dell'imperatrice | Amore che va, amore che viene     | 3 agosto 2018   | 4 luglio 2018        |

## Ascolti Italia
| Puntata | Messa in onda  | Ascolti        | Ascolti |
| Puntata | Messa in onda  | Telespettatori | Share   |
| ------- | -------------- | -------------- | ------- |
| 1       | 3 luglio 2018  | 2.033.000      | 9,81%   |
| 2       | 13 luglio 2018 | 2.018.000      | 12,09%  |
| 3       | 20 luglio 2018 | 1.878.000      | 11,21%  |
| 4       | 27 luglio 2018 | 1.620.000      | 10,82%  |
| 5       | 3 agosto 2018  | 1.802.000      | 11,31%  |
| Media   | Media          | 1.870.200      | 11,05%  |